# Iglesia de Santa María Asunta (San Piero Patti)
La iglesia de Santa Maria Assunta de San Piero Patti  es una iglesia que se encuentra en una de las plazas principales del centro de la ciudad, Piazza Gorgone. Se remonta al siglo XVI y a lo largo de los siglos varias restauraciones y ampliaciones que la han enriquecido.

## Descripción
La plaza sobre la que se levanta no es de grandes dimensiones y debió ser aún más pequeña cuando se construyó, teniendo en cuenta las obras de ampliación que la afectaron. A la iglesia, elevada sobre el nivel de la calle, se accede a través de una imponente escalera de tijera de piedra, enriquecida por una artística barandilla y una gran puerta de hierro fundido que lleva la fecha de 1877 y la firma de las fundiciones de Arquímedes (Messina).
El portal exterior, construido en piedra, lleva la fecha de 1581. Tres estatuas de María SS. La Asunción, San Pedro y San Biagio están colocados en los tres nichos superiores, mientras que otras cuatro estatuas, que representan a San Luis, Santa Lucía, San Sebastián y Santa María Goretti, están colocadas a los lados de la puerta, dos nichos. en cada lado.El campanario, de casi treinta metros de altura, está independiente del resto del edificio. Se accede a él a través de un puente colocado sobre un arco de medio punto, la puerta del antiguo camino que conducía al castillo señorial. El campanario tiene un reloj. En el centro se puede admirar un gran ventanal de estilo barroco. Cada año, la tarde del 15 de diciembre, es tradición que a partir de las 21.00 horas se repiquen a mano las campanas de ésta y de todas las iglesias de la localidad, durante quince minutos, para anunciar el inicio de la novena navideña.

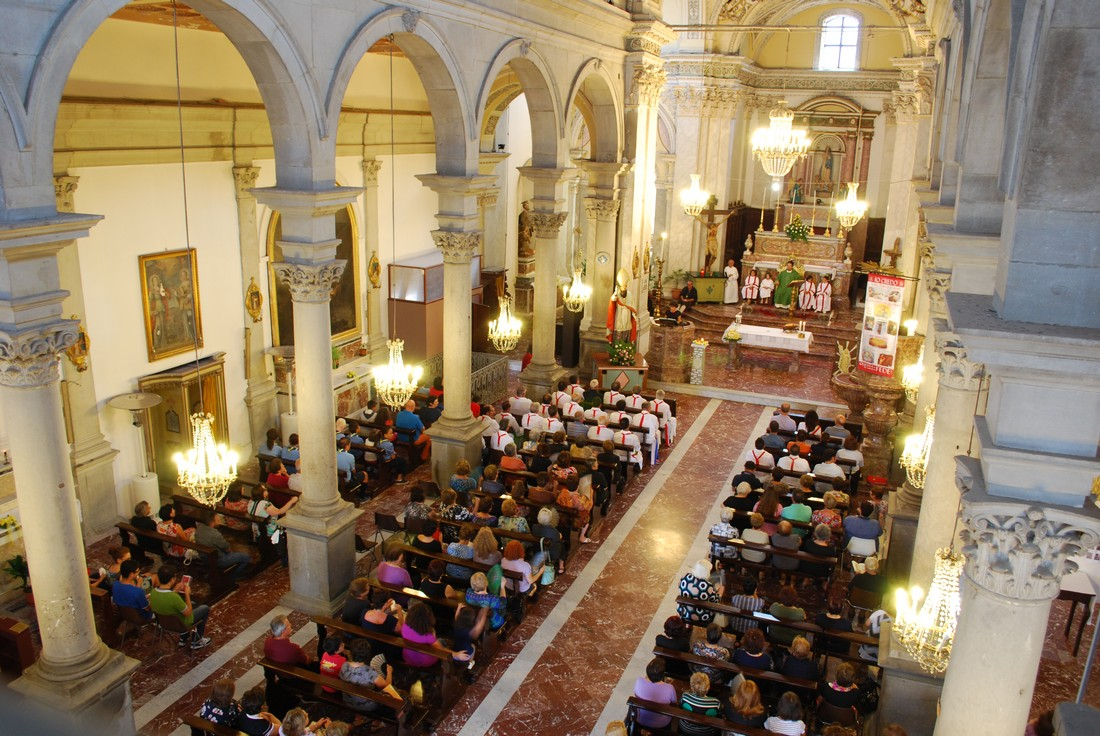

Tiene planta basilical de tres naves, separadas por catorce columnas monolíticas arquivoltas. La arquitectura es renacentista.El altar mayor, finamente trabajado en mármol policromado local, data de 1809. Detrás del altar se puede admirar el coro de verano. En una hornacina situada en lo alto, se encuentra la figura de la Virgen Asunta, a quien está dedicada la iglesia. La estatua es de 1951, copia de un cuadro de Murillo y sustituyó a un simulacro de madera anterior.
A la izquierda del altar se encuentra un crucifijo de madera del siglo XVIII, llevado en procesión el Viernes Santo .La cúpula que corona el altar está minuciosamente decorada con estucos del siglo XIX, obra de Aidala da Brontë.
El techo de la nave central es artesonado en madera de ciprés. Tienen forma de pirámide truncada de perímetro octogonal y en el centro tienen una flor estilizada. En el centro del techo, dentro de un rico marco de madera, es posible admirar una estatua de la Virgen Asunta, cubierta de oro, en el acto de ser coronada por dos ángeles. En las naves laterales, dos techos idénticos construidos en el siglo pasado retoman el diseño de las casetas de la nave central.Al final de la nave izquierda encontramos el altar del Santísimo Sacramento, de mármol policromado (1800) y el altar de San Giuseppe, con un grupo de madera del siglo XVII.